# Sainte-Agathe-des-Monts
Sainte-Agathe-des-Monts é uma cidade localizada na província de Quebec no Canadá.